# Artàban III de Pàrtia

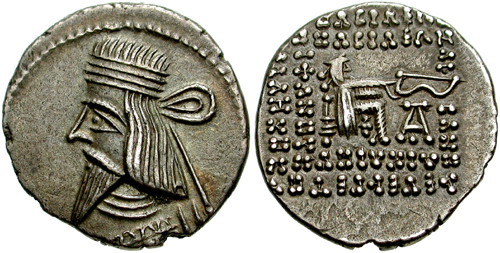
Monedes amb la imatge d'Artaban III

Artàban III (en part 𐭍𐭐𐭕𐭓 'Ardawān') va ser rei de Pàrtia de l'any 10 al 42 aproximadament.

## Biografia
Era fill d'una princesa arsàcida que vivia a la part oriental de Pàrtia amb la tribu nòmada dels Dahes (escites).
L'any 10 el romanitzat Vonones I de Pàrtia va perdre el suport d'una part de la noblesa. Els dissidents van proclamar rei a Artàban III que havia rebut el regne de Mèdia Atropatene. Tot i que l'inici de la guerra civil va ser favorable a Vonones, aviat Artàban, que tenia més suport, es va imposar i Vonones va fugir a Armènia, on va ser reconegut rei sota la protecció de l'Imperi Romà.
L'any 18 aC Artàban va signar un tractat amb Germànic, nebot de Tiberi, que l'havia enviat amb aquest encàrrec, en el qual era reconegut amic i aliat de Roma, però renunciava a mantenir el seu fill Orodes com a rei d'Armènia. Els romans van designar rei a Zenó del Pont, fill del rei Polemó I, que ja governava una part d'Armènia (la part de l'Armènia Menor als límits del Pont). El seu regnat degué ser cruel i turbulent però se'n tenen poques dades.
A la mort de Zenó o Artaxes III d'Armènia l'any 34 va tornar la qüestió d'Armènia. El rei Artàban III va posar al tron el seu propi fill Àrsaces, que va morir assassinat pel candidat romà, el príncep d'Ibèria Mitridates l'any 35. Llavors els romans van donar suport a un altre candidat al tron de Pàrtia de nom Fraates, que va morir abans de poder actuar.
L'any 36 va tornar a provar de dominar Armènia enviant-hi el seu fill Orodes que ja n'havia estat rei, però Mitridates, amb ajut de mercenaris albans i sàrmates el va rebutjar i Orodes va morir durant la lluita. Això havia de portar a la guerra amb Roma, i els nobles parts van decidir derrocar el rei. El noble Sinnances va demanar a l'emperador romà Tiberi el nomenament d'un nou rei de la nissaga dels arsàcides. Tiberi va nomenar el net de Fraates IV, Tiridates III, i va enviar Luci Vitel·li (el pare del futur emperador Vitel·li) a posar-lo al tron. Vitel·li va fer les operacions el mateix any 36 i ràpidament, amb el suport de la noblesa, i molt poca lluita, va col·locar al tron de Ctesifont Tiridates III, però Artàban III va fugir a Hircània i, a la part oriental de l'imperi, va aixecar als nòmades escites en favor seu, retornant al país al cap de pocs mesos.
Tiridates III (que havia elegit malament als seus consellers i ministres i practicava costums romans) va perdre el suport de la noblesa i del poble i Artàban va recuperar el poder. Va intervenir a la ciutat autònoma grega de Selèucia del Tigris, favorable a Tiridates, en favor del partit oligàrquic, que devia ser partidari seu, i va reconèixer un estat format per bandits jueus a Neerda, als pantans de Babel probablement com a forma de debilitar el seu rival.
L'any 37 Calígula, va cridar el rei d'Armènia Mitridates a Roma, i el va declarar desposseït, i l'Armènia va caure altre cop en mans dels parts que van ocupar el país i el van annexionar. Els romans van reiniciar les operacions a la zona de Mesopotàmia però una vegada més va perdre el suport dels nobles, que no volien la guerra amb Roma, i va ser derrocat en un cop d'estat l'any 39, i proclamat rei el noble Cinmamos. Artàban va fugir a la cort del rei Izates II d'Adiabene, el qual, gràcies a la seva habilitat negociadora, amb promeses al nobles de favors i perdó, va aconseguir l'abdicació de Cinmamos, i la restauració d'Artàban l'any 40. Nisibe, que era domini reial part, va ser cedit a Adiabene en agraïment.
Molt poc després Artàban va adoptar com a fill a Gotarces, fill de Gev (germà de Vonones I de Pàrtia) però aquest, que era ambiciós, va fer matar Artàban, el fill del rei, i això va aixecar a tothom contra ell, i el rei el va desheretar l'any 41.
Artàban III va morir l'any 42 i el va succeir el seu fill Vardanes I.